# Scott Morrison
Scott John Morrison (ur. 13 maja 1968 w Sydney) – australijski polityk, członek Liberalnej Partii Australii (LPA). Od 2007 poseł do Izby Reprezentantów. W latach 2013–2014 minister imigracji i ochrony granic, następnie w latach 2014–2015 minister służb społecznych. Od września 2015 do sierpnia 2018 minister skarbu. Od 24 sierpnia 2018 do 23 maja 2022 premier Australii.

## Życiorys

### Kariera zawodowa
Jest absolwentem University of New South Wales, gdzie studiował geografię i ekonomię. Po studiach pracował w branżach turystycznej i nieruchomości, kierując m.in. australijskimi i nowozelandzkimi agendami państwowymi odpowiedzialnymi za promocję turystyczną tych krajów. W latach 2000–2004 był etatowym pracownikiem LPA jako dyrektor stanowych struktur tej partii w Nowej Południowej Walii.

### Kariera polityczna

#### Poseł i minister
W 2007 został po raz pierwszy wybrany do parlamentu federalnego jako kandydat LPA w okręgu wyborczym Cook. W latach 2008–2013 zasiadał w gabinetach cieni LPA, zaś po zwycięstwie Koalicji w wyborach w 2013 trafił do gabinetu Tony’ego Abbotta. Początkowo stał na czele resortu imigracji i ochrony granic. Podczas rekonstrukcji rządu w grudniu 2014 został przeniesiony na urząd ministra służb społecznych. Gdy we wrześniu 2015 Abbott został zastąpiony na stanowisku premiera przez Malcolma Turnbulla, Morrisson otrzymał urząd ministra skarbu.

#### Premier Australii
W sierpniu 2018 w LPA doszło do kryzysu wewnętrznego, spowodowanego głównie aspiracjami konserwatywnego skrzydła partii, które pragnęło zastąpić zaliczanego do bardziej centrowych polityków premiera Turnbulla własnym kandydatem w osobie ministra spraw wewnętrznych Petera Duttona. Początkowo Turnbull pokonał Duttona w wyborach na federalnego lidera Liberalnej Partii Australi, które odbyły się 21 sierpnia 2018 roku i zgodnie z ówczesnym układem politycznym automatycznie zapewniały stanowisko premiera Australii. Wskutek lawinowo spadającego poparcia dla niego wśród parlamentarzystów, a nawet ministrów, już trzy dni później Turnbull został zmuszony do zarządzenia kolejnych wyborów lidera, w których sam postanowił nie kandydować.
Morrison wystartował w tych wyborach z pozycji kandydata kompromisowego, akceptowalnego zarówno dla bardziej liberalnych, jak i konserwatywnych środowisk w partii, a na dodatek mającego znacznie mniejszy niż Dutton elektorat negatywny. W pierwszej turze głosowania rywalami Morrisona byli Dutton i Julie Bishop. Po wyeliminowaniu tej ostatniej, Morrison pokonał Duttona 45:40 w drugiej turze wyborów, w których głosować mogli wszyscy federalni posłowie i senatorowie LPA. Jeszcze tego samego dnia został zaprzysiężony na premiera Australii.

## Życie osobiste
Wraz z żoną Jenny i ich dwiema córkami mieszkają w hrabstwie Sutherland na południu Sydney. Jest kibicem zespołu rugby – Cronulla-Sutherland Sharks i wielkim fanem piosenkarki Tina Arena.
Morrison wychował się w Kościele Zjednoczonym, następnie przystąpił do zielonoświątkowców. Obecnie uczęszcza do megakościoła Horizon Church, związanym z Australijskimi Kościołami Chrześcijańskimi. Jest pierwszym zielonoświątkowym premierem Australii